# Biserica de lemn din Hărănglab

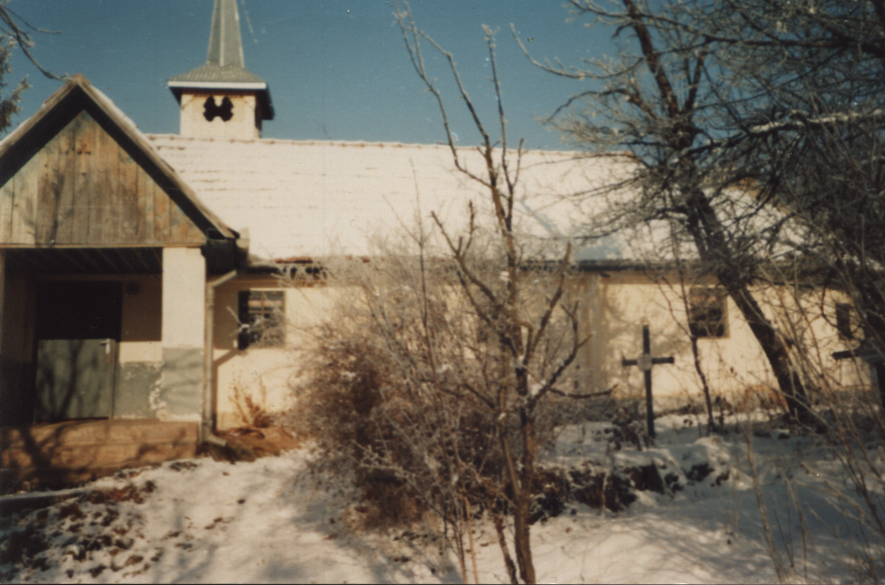
Biserica de lemn din Hărănglab, judeţul Mureş. Foto: aprox. anul 2000

Biserica de lemn Hărănglab, din comuna Mica, județul Mureș, ce avea hramul "Sfinții Arhangheli Mihail și Gavriil" a fost construită în anul 1882 de către meșterul local Beghi Sandor. La contruirea ei au fost folosite lemne din vechea biserică a satului. În urma construirii, după anul 2000 a unei noi biserici de lemn, vechea biserică a fost demolată. Nu se afla înscrisă pe listele monumentelor istorice.

## Istoric și trăsături
Biserica a fost construită de dulgherul Beghi Sandor din Hărănglab, folosindu-se lemne din vechea biserică, amintită încă de la mijlocul secolului al XVIII-lea. Edificiul avea caracteristicile multor biserici din zonă: fără  turn clopotniță amplasat peste biserică ci doar o clopotniță laterală iar lungimea bisericii, mult mai mare decât lățimea. În interior, biserica era boltită cu o boltă semicilindrică, din scândură vopsită. Pardoseala era din scânduri. Interiorul bisericii nu era decorat cu pictură, iconostasul fiind de lemn. A fost tencuită în anul 1967 de către credincioși sub povățuirea preotului Ioan Tudoran.
Pereții bisericii formau un plan dreptunghiular, cu absidă poligonală, detașată. Intrarea în biserică era pe latura de sud, edificiul fiind acoperit cu țiglă. Clopotnița alăturată, avea două nivele, cu învelitori separate.

## Imagini

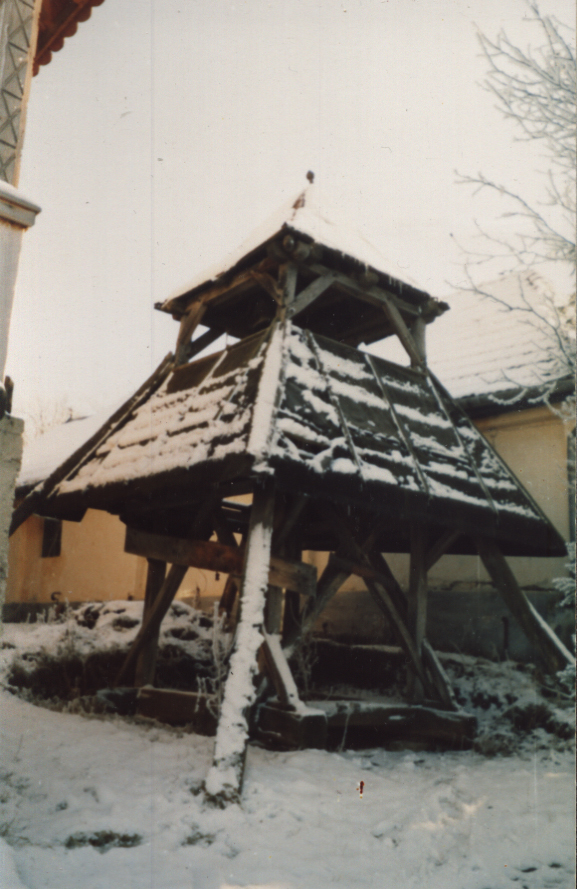
Clopotniţa bisericii de lemn din Hărănglab
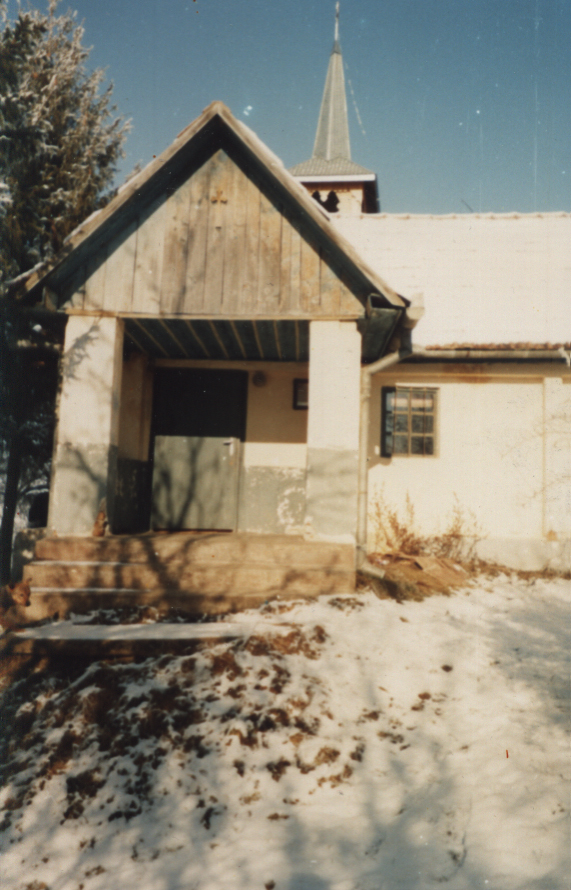
Intrarea în biserica de lemn din Hărănglab